# حكومة الباجي قائد السبسي
حكومة الباجي قايد السبسي التي شكلها الباجي قايد السبسي سنة 2011 هي حكومة الوحدة الوطنية المؤقتة في تونس وتشكلت يوم 7 مارس 2011 بعد استقالة الوزير الأول السابق محمد الغنوشي في 27 فبراير 2011. واستقال بعض الوزراء ولكن معظمهم احتفظوا بمناصبهم بعد الإعلان عن الاختيار النهائي في 7 مارس.

## التشكيلة الأولى
| الصورة | الحقيبة الوزارية                                      | الاسم                 |  | الحزب |
| ------ | ----------------------------------------------------- | --------------------- |  | ----- |
|        | الوزير الأول                                          | الباجي قايد السبسي    |  | -     |
|        | وزارة العدل وحقوق الإنسان                             | الأزهر القروي الشابي  |  | -     |
|        | وزرير الدفاع الوطني                                   | عبد الكريم الزبيدي    |  | -     |
|        | وزير الداخلية                                         | فرحات الراجحي         |  | -     |
|        | وزير الخارحية                                         | المولدي الكافي        |  | -     |
|        | وزارة الشؤون الاجتماعية                               | محمد الناصر           |  | -     |
|        | وزارة المالية                                         | جلول عياد             |  | -     |
|        | وزير الشؤون الدينية                                   | العروسي الميزوري      |  | -     |
|        | وزير التربية والتكوين والناطق الرسمي للحكومة التونسية | الطيب البكوش          |  | -     |
|        | وزارة الثقافة                                         | عز الدين باش شاوش     |  | -     |
|        | وزير التعليم العالي والبحث العلمي                     | رفعت الشعبوني         |  | -     |
|        | وزير الصحة العمومية                                   | حبيبة الزاهي بن رمضان |  | -     |
|        | وزير التجارة والسياحة                                 | مهدي حواص             |  | -     |
|        | وزارة الفلاحة والبيئة                                 | مختار الجلالي         |  | -     |
|        | وزارة شؤون المرأة                                     | ليليا العبيدي         |  | -     |
|        | وزارة النقل والتجهيز                                  | ياسين إبراهيم         |  | -     |
|        | وزارة التكوين المهني والتشغيل                         | سعيد العايدي          |  | -     |
|        | وزارة الشباب والرياضة                                 | محمد علولو            |  | -     |
|        | وزارة التخطيط والتعاون الدولي                         | عبد الحميد التريكي    |  | -     |
|        | وزارة الصناعة والتكنولوجيا                            | عبد العزيز الرصاع     |  | -     |
|        | وزارة أملاك الدولة                                    | أحمد عظوم             |  | -     |
|        | وزارة التنمية الجهوية والمحلية                        | عبد الرزاق الزواوي    |  | -     |

### وزراء معتمدون
| الصورة | الحقيبة الوزارية            | الاسم         |  | الحزب |
| ------ | --------------------------- | ------------- |  | ----- |
|        | وزير معتمد لدى الوزير الأول | رافع بن عاشور |  | -     |

### كتاب الدولة
| الصورة | الحقيبة الوزارية                         | لدى                            | الاسم           |  | الحزب                |
| ------ | ---------------------------------------- | ------------------------------ | --------------- |  | -------------------- |
|        | كاتب دولة                                | وزير الشؤون الخارجية           | رضوان نويصر     |  | -                    |
|        | كاتب دولة مكلف بالتنمية الجهوية والمحلية | وزارة التنمية الجهوية والمحلية | نجيب قرافي      |  | -                    |
|        | كاتب دولة مكلف بالسياحة                  | وزير التجارة والسياحة          | سليم شاكر       |  | -                    |
|        | كاتب دولة مكلف بالبيئة                   | وزارة الفلاحة والبيئة          | سالم حمدي       |  | -                    |
|        | الكاتب العام للحكومة                     | الوزير الأول                   | رضا بلحاج       |  | -                    |
|        | كاتب دولة مكلف بالشباب والرياضة          | وزير الشباب والرياضة           | سليم عمامو      |  | حزب القراصنة التونسي |
|        | كاتب دولة مكلف بالصحة العمومية           | وزير الصحة العمومية            | الأمين المولاهي |  | -                    |
|        | كاتب دولة مكلف بالتكنولوجيا              | وزارة الصناعة والتكنولوجيا     | عادل قعلول      |  | -                    |
|        | كاتب دولة مكلف بالتربية                  | وزارة التربية                  | حسن العنابي     |  | -                    |

## التحويرات الوزارية

### تحوير 28 مارس 2011
في 28 مارس 2011، باقتراح من الوزير الأول، قرر الرئيس المؤقت فؤاد المبزع تعيين الحبيب الصيد في منصب وزير الداخلية خلفا لفرحات الراجحي.

بعد مغادرته لمنصبه، أثار فرحات الراجحي ضجة كبيرة في 5 مايو بعد نشر لقاء له على فيسبوك أين وصف الوزير الأول «بالكاذب» قائلا أن حكومته يتحكم بها شخص من النظام القديم هو كمال لطيف. من الغد، وأمام موجة ردود الفعل الكبيرة، خاصة من الحكومة، قدم اعتذاره مؤكدا أنه تم خداعه، وقال أن أقواله كانت «افتراضات وتحاليل وآراء شخصية فقط»، وأضاف أن ما اتهم به ينم عن عدم نضج سياسي.

### تحوير 25 مايو 2011
في 23 مايو 2011، قال كاتب الدولة لدى وزير الشباب والرياضة سليم عمامو في لقاء مع إذاعة إكسبراس أف أم أن لديه نية الاستقالة من الحكومة، الشيء الذي تقرر رسميا بعد يومين من ذلك.

### تحوير 1 يوليو 2011
في 1 يوليو 2011، تم تغيير كل من وزير الصحة العمومية ووزير النقل والتجهيز ووزير الشباب والرياضة وكذلك كاتب الدولة المكلف بالصحة العمومية وكاتب الدولة المكلف بالشباب والرياضة ووالكاتب العام للحكومة.

إضافة إلى تغيير الوزراء السابقين، تم الفصل بين وزارة التجهيز ووزارة النقل وإضافة وزير ثاني معتمد لدى الوزير الأول.

### تحوير 29 يوليو 2011
في 29 يوليو 2011، تم تعيين الوزير المعتمد لدى الوزير الأول رافع بن عاشور في منصب سفير تونس في المغرب.